# Єфименко Родіон Дмитрович
Єф́именко Родіóн Дм́итрович  (нар. 8 квітня 1897, с. Костянець, нині входить до м. Канів — † 23 квітня 1971, Київ) — радянський український театральний режисер. Заслужений артист УРСР (1948). Батько Єфименка Родіона Родіоновича. Чоловік Євгенії Селецької.

## Відомості
Закінчив Київську художню школу (1918), навчався у Київському музично-драматичному інституті (1917). 
Працював у театрі «Кийдрамте» Леся Курбаса, в Луганському українському музично-драматичному театрі, у театральних трупах Києва, Білої Церкви, Умані, Каніва, Ташкента, Полтави.
Постановки: «Платон Кречет» О. Корнійчука, «Борис Годунов» М. Мусоргського (обидві — 1929–30); «Ой не ходи, Грицю, та й на вечорниці» М. Старицького, «Безталанна» І. Карпенка-Карого, «Украдене щастя» І. Франка, «Любов Ярова» К. Треньова, «Остання жертва» О. Островського (усі — 1937–51); «Загибель ескадри» О. Корнійчука, «Оптимістична трагедія» В. Вишневського, «Тайфун» Цао Юя (усі — 1951–58).

## Фільмографія
Акторські роботи:
- «Цемент» (1927)
- «Буря» (1928, боцман)
- «Чортополох» (1929)